# تحليل المحادثة
تحليل المحادثة هو منهج لدراسة التفاعل الاجتماعي، متضمنًّا التواصل اللفظي وغير اللفظي، في مواقف الحياة اليومية. نشأ تحليل المحادثة كطريقة متبعة في علم الاجتماع، لكنها انتشرت منذ حينها إلى مجالات أخرى. بدأ تحليل المحادثة بالتركيز على المحادثة العادية، لكن عُدلت أساليبه لاحقًا ليشمل مهام ومؤسسات تفاعلية أكثر، مثل تلك المحادثات التي تجري في مكاتب الأطباء والمحاكم وفي عمليات تطبيق القوانين وفي الاتصالات الهاتفية المخصصة لتقديم المساعدة والأوساط التعليمية ووسائل الإعلام. كنتيجة، أصبح مصطلح «تحليل المحادثة» تسمية خاطئة بعض الشيء، لكنه لا يزال مصطلحًا يُعبر عن منهجٍ ناجح ومميز في تحليل التفاعلات الاجتماعية اللغوية.

## النشأة
مستوحى من قِبل المنهج الإثني لهارولد غارفينكل ومفهوم إرفينغ غوفمان حول نظام التفاعل، طُوّر تحليل المحادثة في أواخر ستينيات القرن العشرين وأوائل سبعينياته من قِبل عالم الاجتماع هارفي ساكس ومساعده المقرب إيمانويل شيغلوف وغايل جيفرسون. يتميز في أن تركيزه الأساسي هو على إنتاج الأفعال الاجتماعية في سياق تسلسلات من الأفعال، وليس بلاغات أو اقتراحات. يُعتبر تحليل المحادثة اليوم طريقة مُعتمدة في علم الاجتماع والأنثروبولوجيا وعلم اللغويات والتواصل الكلامي وعلم النفس. يؤثر بشكل خاص في مجال اللغويات الاجتماعية وتحليل الخطاب وعلم النفس الاستطرادي (الخطابي).

## المنهجية
تبدأ عملية تحليل المحادثة بإنشاء مشكلة مرتبطة بفرضية أولية. تكون المعلومات المستخدمة في تحليل المحادثة على شكل محادثات مُسجلة صوتيًا أو مرئيًا، مُجمّعة مع أو دون تدخل الباحثين، عادةً من خلال آلة تصوير الفيديو أو أداة تسجيل أخرى في المكان التي تأخذ فيه المحادثة مجراها (مثال: غرفة المعيشة أو نزهة أو عيادة طبيب). يُنشئ الباحثون نسخًا مدونة ومفصلة من التسجيلات، تحتوي على ما أمكن من التفاصيل (جيفرسون 2004؛ هيبورن وبولدن 2017؛ موندادا 2018). بعد التدوين، يُجري الباحثون تحليلًا استقرائيًا مُستندًا على البيانات بهدف إيجاد أنماط متكررة من التفاعل. بناءً على التحليل، يُعرّف الباحثون النُظم أو القواعد أو النماذج لوصف هذه الأنماط، مُعززين أو معدلين أو مستبدلين الفرضية الأولية. في حين أن هذا النوع من التحليل الاستقرائي الذي يُبنى على مجموعات من البيانات المستعرضة هو من الأمور الأولية لأساس العمل في تحليل المحادثة، لكن غالبًا ما تكون هذه المنهجية مدعومة بتحليل إحصائي في تطبيقات تحليل المحادثة المُستخدمة لحل المشاكل في الطب وأماكن أخرى.

## البنية الأساسية

### منظومة تبادل الأدوار
تُنفذ الأفعال التي تخلق المحادثات من خلال تبادل الأدوار أثناء الحديث، ولذلك يُعد تبادل الأدوار سمة جوهرية لنظام المحادثة. يركز التحليل الذي يقوم على كيفية عمل تبادل الأدوار على مسألتين أساسيتين: 1) ما هي الوحدات الأساسية للأدوار؛ و2) كيف تتوزع هذه الوحدات بين المتحدثين. وُصف التحليل الأساسي لتبادل الأدوار من خلال ورقة بحثية مشهورة باسم «المنهجيات الأبسط» (ساكس وشيغلوف وجيفرسون 1974).
1. يُعرّف ساكس وآخرون وحدات الأدوار البنائية على أنها ركائز البناء الأساسية لمنظومة تبادل الأدوار. يمكن أن تكون الوحدات البنائية للأدوار جُملًا أو فقرات أو عبارات أو كلمات مفردة والتي يمكن تعريفها كوحدات في حد ذاتها تبعًا للسياق. من السمات الأساسية لوحدات الأدوار البنائية هي أنه يمكن توقعها: أي، يمكن للمُستمع معرفة ما يمكن قوله لاكتمال الوحدة. إن إمكانية التوقع هذه هي التي تتيح خاصية توقيت جزء من الثانية الذي هو سمة تبادل الأدوار البشرية العادية. تُدعى المرحلة التي تُستَكمل عندها وحدة دور بنائية جارية بموضع انتقال الدور (تي آر بي).
2. في نموذج ساكس وآخرين، يجري تخصيص الوحدات بين المتحدثين من خلال مجموعة من القواعد المنظمة هرميًا. في أي موضع لانتقال الدور:

I) إذا اختار المتحدث الأول شخصًا آخر ليليه بالكلام في نهاية وحدة دور بنائية جارية (بالاسم أو بالتحديق أو في سياق ما يُقال)، فإن المتحدث المُختار يملك الحق والواجب بالتحدث ثانيًا. II) إذا لم يختر المتحدث الحالي مُتحدثًا تاليًا، يملك المتحدثون المحتملون الآخرون الحق باختيار أنفسهم (البادئ الأول يأخذ الدور)، وIII) إذا لم يُنفذ الخياران  IوII، فإنه يمكن للمتحدث الحالي المضي في وحدة دور بنائية أخرى. في نهاية وحدة الدور البنائية تلك، يُطبق نظام الخيارات مرة أخرى.
نموذج تبادل الأدوار المخطط هنا مصمم لمراعاة نطاق واسع من احتمالات تبادل الأدوار، وأعداد متنوعة من مشتركي المحادثة، والحيثيات التي لا يكون فيها طول الأدوار والمحادثات وطول المواضيع محدد مسبقًا بأي شكل من الأشكال. يُنفذ النظام من قِبل أطراف المحادثة دون تنظيم خارجي (طرف مُدار)، وبشكل عفوي (أي أن كل وحدة دور بنائية تجري من تلقاء نفسها حسب مجرى الحديث). يتوخى [النموذج] مراعاة حقيقة أن أغلب المحادثات تأخذ مجراها دون كثير من الصمت أو «وقت مقتول» لكن أيضًا دون وجود قدر كبير من الأحاديث المتداخلة، إذ يمتلك النظام الموصوف تبعات متعددة.
1)     يُعرّف الصمت بثلاثة أنواع:
- توقف مؤقت (Pause): فترة من الصمت ضمن الوحدة البنائية لدور المتحدث نفسه.
- فاصل (Gap): فترة من الصمت بين الأدوار.
- انقضاء (Lapse): فترة من الصمت حين لا يكون هناك تسلسل جارٍ: يتوقف المتحدث الحالي عن الحديث، ولا يختار متحدث آخر، ولا أحد يختار نفسه. ترتبط الانقضاءات عادةً مع حدوث انقطاعات مرئية أو مع أشكال أخرى من الانقطاعات بين المتحدثين، حتى لو كانت فترات الانقطاع هذه قصيرة.

2)      ينص على أن المتحدثين الراغبين بدور طويل، كسرد قصة أو شرح أخبار مهمة، يجب أن يستخدموا بعض التمهيد ليحصلوا على الضوء الأخضر (أو إشارة البدء) التي تنص على أن الآخرين سيمتنعون عن التدخل خلال سياق السرد (يشكل التمهيد والضوء الأخضر المرتبط به حالة «ما قبل التسلسل» (ساكس 1974؛ شيغلوف 2007)).
3)     ينص على أنه لا يمكن إنهاء المحادثة على نحو ملائم من خلال «التوقف فحسب»، وإنما تتطلب تسلسل ختامي خاص (شيغلوف وساكس 1073).
4)     ينص على وجوب خضوع أنواع محددة من الفواصل (عقب خيار «الحالي يختار التالي») للمساءلة (أي يجب تبريرها).
5)      ينص على وجوب نشر المصادر الخاصة في حال تشابك الحديث (شيغلوف 2000؛ جيفرسون 2004).
يترك النموذج أيضًا ألغازًا للحل، ككيفية تحديد وتوقع الحدود الفاصلة بين وحدات تبادل الأدوار البنائية، والدور الذي يلعبه التحديق واتجاه الجسم في إدارة تبادل الأدوار. يحدد أيضًا مدى صلة المسائل مع مواضيع أخرى: مثلًا، يُشكل توقيت جزء من الثانية الخاص بانتقال الدور مشكلة «عنق الزجاجة» الإدراكية التي يجب على المتحدثين المحتملين خلالها مواكبة محادثة مُقبلة والتحضير لمساهمتهم الخاصة أيضًا – وهو أمر يفرض حمل ثقيل على قدرة التحليل البشري، ويمكن أن يؤثر على بنية الصياغات.
كان نموذج تبادل الأدوار كما وصفه ساكس وآخرون علامة فارقة في مجال علوم اللغة، وهو حقًا أكثر ورقة بحثية - منشورة في مجلة لغة - يُستشهد بها لغاية اليوم (جوزيف 2003). بيد أنها مصممة لنمذجة منظومة تبادل الأدوار في المحادثة العادية فقط، وغير تفاعلية في أوساط مؤسساتية واختصاصية أكثر كالاجتماعات وفي المحاكم والمقابلات الإخبارية وجلسات الوساطة. تملك كل هذه المجالات السابقة، وأكثر، منظومات تبادل أدوار متميزة تحيد عن نموذج ساكس وآخرين بطرق مختلفة. ومع ذلك، لا يمكننا القيام بأفعال اجتماعية من أي نوع دون الحصول على دور في الحديث، وبالتالي تقدم منظومة تبادل الأدوار أساسًا منتشرًا في كل مكان يصيغ أداء الفعل بغض النظر عن شبكة تبادل الأدوار المعينة الجارية.